# 小行星9739
小行星9739（英語：9739 Powell）是一颗围绕太阳公转的小行星。1987年9月26日，卡罗琳·舒梅克在帕洛马山发现了此天体。
这颗小行星的绝对星等为54.19038137410882等。